# Mischocyttarus similaris
Mischocyttarus similaris är en getingart som beskrevs av Zikan 1949. Mischocyttarus similaris ingår i släktet Mischocyttarus och familjen getingar. Inga underarter finns listade i Catalogue of Life.